# Saison 1947-1948 des Celtics de Boston
La saison 1947-1948 des Celtics de Boston est la 2e saison de la franchise en Basketball Association of America (BAA).

## Draft
| Tour | Choix | Joueur           | Poste | Nationalité   | Provenance         |
| ---- | ----- | ---------------- | ----- | ------------- | ------------------ |
| 1    | 3     | Bulbs Ehlers     | G/F   | États-Unis    | Purdue             |
| -    | -     | Bob Alemeida     | -     | États-Unis    | -                  |
| -    | -     | Hank Biasatti    | G     | Canada Italie | Long Island        |
| -    | -     | Johnny Ezersky   | G/F   | États-Unis    | Rhode Island State |
| -    | -     | George Felt      | -     | États-Unis    | Northwestern       |
| -    | -     | Jack Hewson      | F/C   | États-Unis    | Temple             |
| -    | -     | John Kelly       | -     | États-Unis    | Notre Dame         |
| -    | -     | George Petrovick | -     | États-Unis    | -                  |
| -    | -     | Gene Stump       | G/F   | États-Unis    | DePaul             |

## Classement de la saison régulière
| Division Est               | V  | D  | PCT    | GB |
| -------------------------- | -- | -- | ------ | -- |
| Warriors de Philadelphie   | 27 | 21 | 56,3 % | -  |
| Knicks de New York         | 26 | 22 | 54,2 % | 1  |
| Celtics de Boston          | 20 | 28 | 41,7 % | 7  |
| Steamrollers de Providence | 6  | 42 | 12,5 % | 21 |

## Effectif
| Numéro | Joueur          | Position | Provenance         |
| ------ | --------------- | -------- | ------------------ |
| 3      | Charlie Hoefer  | G        | Queens College     |
| 4      | Saul Mariaschin | G        | Harvard University |
| 5      | Cecil Hankins   | G        | Oklahoma State     |
| 6      | George Munroe   | G        | Dartmouth College  |
| 7-9    | Mel Riebe       | G-F      | College of Wooster |
| 10-11  | Stan Noszka     | G        | Duquesne           |
| 10     | Connie Simmons  | C-F      |                    |
| 10     | Mike Bloom      | F-C      | Temple             |
| 11     | Chuck Connors   | F-C      | Seton Hall         |
| 12     | Art Spector     | F        | Villanova          |
| 13     | Gene Stump      | F-G      | DePaul             |
| 14     | Bulbs Ehlers    | F-G      | Purdue             |
| 15-21  | Jack Garfinkel  | G        | St. John's         |
| 17     | John Janisch    | F-G      | Valparaiso         |
| 17     | Jack Hewson     | F-C      | Temple             |
| 22     | Ed Sadowski     | C        | Seton Hall         |

## Playoffs

### Quarts de finale
(E3) Celtics de Boston vs. (W3) Stags de Chicago : Boston s'incline dans la série 2-1
- Game 1 @ Boston : Chicago 79, Boston 72
- Game 2 @ Boston : Boston 81, Chicago 77
- Game 3 @ Boston : Chicago 81, Boston 74

## Statistiques

### Saison régulière
| Joueur          | Matchs | % Tir | % LF | Pass/m. | Pts/m. |
| --------------- | ------ | ----- | ---- | ------- | ------ |
| Mike Bloom      | 14     | .272  | .649 | 1.0     | 9.2    |
| Chuck Connors   | 4      | .385  | .667 | 0.3     | 3.0    |
| Bulbs Ehlers    | 40     | .249  | .542 | 1.1     | 7.2    |
| Jack Garfinkel  | 43     | .300  | .761 | 1.4     | 6.1    |
| Cecil Hankins   | 25     | .198  | .686 | 0.3     | 2.8    |
| Jack Hewson     | 24     | .247  | .700 | 0.0     | 2.7    |
| Charlie Hoefer  | 7      | .158  | .500 | 0.4     | 1.4    |
| John Janisch    | 3      | .143  | .500 | 0.0     | 1.0    |
| Saul Mariaschin | 43     | .270  | .709 | 1.4     | 7.7    |
| George Munroe   | 21     | .297  | .654 | 0.1     | 3.4    |
| Stan Noszka     | 22     | .278  | .686 | 0.2     | 3.5    |
| Mel Riebe       | 48     | .309  | .620 | 0.9     | 10.2   |
| Ed Sadowski     | 47     | .323  | .697 | 1.6     | 19.4   |
| Connie Simmons  | 32     | .295  | .593 | 0.5     | 7.8    |
| Art Spector     | 48     | .276  | .652 | 0.4     | 4.0    |
| Gene Stump      | 43     | .239  | .632 | 0.4     | 3.3    |

### Playoffs
| Joueur          | Matchs | % Tir | % LF  | Pass/m. | Pts/m. |
| --------------- | ------ | ----- | ----- | ------- | ------ |
| Mike Bloom      | 3      | .262  | .737  | 0.7     | 12.0   |
| Jack Garfinkel  | 3      | .304  | .800  | 2.3     | 7.3    |
| Saul Mariaschin | 3      | .238  | .643  | 0.3     | 9.7    |
| George Munroe   | 3      | .200  | 1.000 | 0.3     | 1.3    |
| Stan Noszka     | 3      | .333  | .625  | 0.7     | 8.3    |
| Mel Riebe       | 3      | .326  | .700  | 1.0     | 14.0   |
| Ed Sadowski     | 3      | .345  | .605  | 2.0     | 20.3   |
| Art Spector     | 3      | .222  | .500  | 0.0     | 2.0    |
| Gene Stump      | 3      | .333  | -     | 0.0     | 0.7    |

## Récompenses
- Ed Sadowski, All-NBA First Team

## Transactions

### Échanges
| 29 avril   | Vers Celtics de Boston Cecil Hankins                         | Vers les Bombers de Saint-Louis Wyndol Gray    |
| 27 octobre | Vers Celtics de Boston George Munroe Compensation financière | Vers les Bombers de Saint-Louis John Abramovic |
| 9 février  | Vers Celtics de Boston Mike Bloom                            | Vers les Bullets de Baltimore Connie Simmons   |

### Agents libres

#### Arrivées
| Joueur          | Ancienne équipe       |
| --------------- | --------------------- |
| John Janisch    | Falcons de Détroit    |
| Saul Mariaschin | Crimson d'Harvard     |
| Stan Noszka     | Ironmen de Pittsburgh |
| Mel Riebe       | Rebels de Cleveland   |
| Ed Sadowski     | Rebels de Cleveland   |

#### Départs
| Joueur         | Raison du départ | Nouvelle équipe            |
| -------------- | ---------------- | -------------------------- |
| Al Brightman   | Agent libre      | Seattle Athletics          |
| Hal Crisler    | Retraite         |                            |
| Bob Duffy      |                  |                            |
| Don Eliason    |                  |                            |
| Warren Fenley  |                  |                            |
| Mel Hirsch     |                  |                            |
| Jerry Kelly    | Agent libre      | Steamrollers de Providence |
| Harold Kottman | Agent libre      | Saints de Saint Paul       |
| Dick Murphy    | Agent libre      | Braves d'Elizabeth         |
| John Simmons   | Agent libre      | Blues de Kansas City       |
| Virgil Vaughn  |                  |                            |